# Bahnhof Biwajima
Der Bahnhof Biwajima (jap. 枇杷島駅, Biwajima-eki) ist ein Bahnhof auf der japanischen Insel Honshū. Er wird gemeinsam von den Bahngesellschaften JR Central und Tōkai Kōtsū Jigyō betrieben und befindet sich in der Präfektur Aichi auf dem Gebiet der Stadt Kiyosu, westlich von Nagoya.

## Verbindungen
Biwajima ist ein Trennungsbahnhof an der Tōkaidō-Hauptlinie der Bahngesellschaft JR Central, einer der bedeutendsten Bahnstrecken Japans, die Kōbe mit Osaka, Nagoya und Tokio verbindet. Von dieser zweigt die nach Kachigawa führende Jōhoku-Linie der Bahngesellschaft Tōkai Kōtsū Jigyō ab. Auf der Tōkaidō-Hauptlinie halten in beiden Richtungen stündlich je vier Nahverkehrszüge, während der Hauptverkehrszeit bis zu sechs. Mit Halt an allen Bahnhöfen verbinden sie Gifu mit Nagoya und Toyohashi, wobei etwa die Hälfte ab und bis Okazaki verkehren. Nahverkehrszüge auf der Jōhoku-Linie fahren stündlich ein- bis dreimal, je nach Tageszeit. Buslinien halten hier keine.

## Anlage
Der Bahnhof steht im Zentrum des Stadtteils Nishibiwajimachō, auf einer schmalen Halbinsel zwischen den Flüssen Shōnai und Shin-kawa. Im Südwesten stehen die Fabrikhallen eines metallverarbeitenden Betriebs, ansonsten ist die Umgebung von Wohnvierteln mittlerer Dichte geprägt. Die auf einem Viadukt befindliche Anlage ist von Südosten nach Nordwesten ausgerichtet und umfasst fünf Gleise, von denen vier dem Personenverkehr dienen. Sie liegen an zwei teilweise überdachten Mittelbahnsteigen, wobei der nördliche deutlich länger ist. Über die Bahnsteige spannt sich das Empfangsgebäude in Form eines Reiterbahnhof. Es ist vom nördlichen und südlichen Bahnhofsvorplatz aus mittels einer Fußgängerbrücke zu erreichen. Der Zugang zu den Bahnsteigen erfolgt über Treppen und Aufzüge.

## Bilder

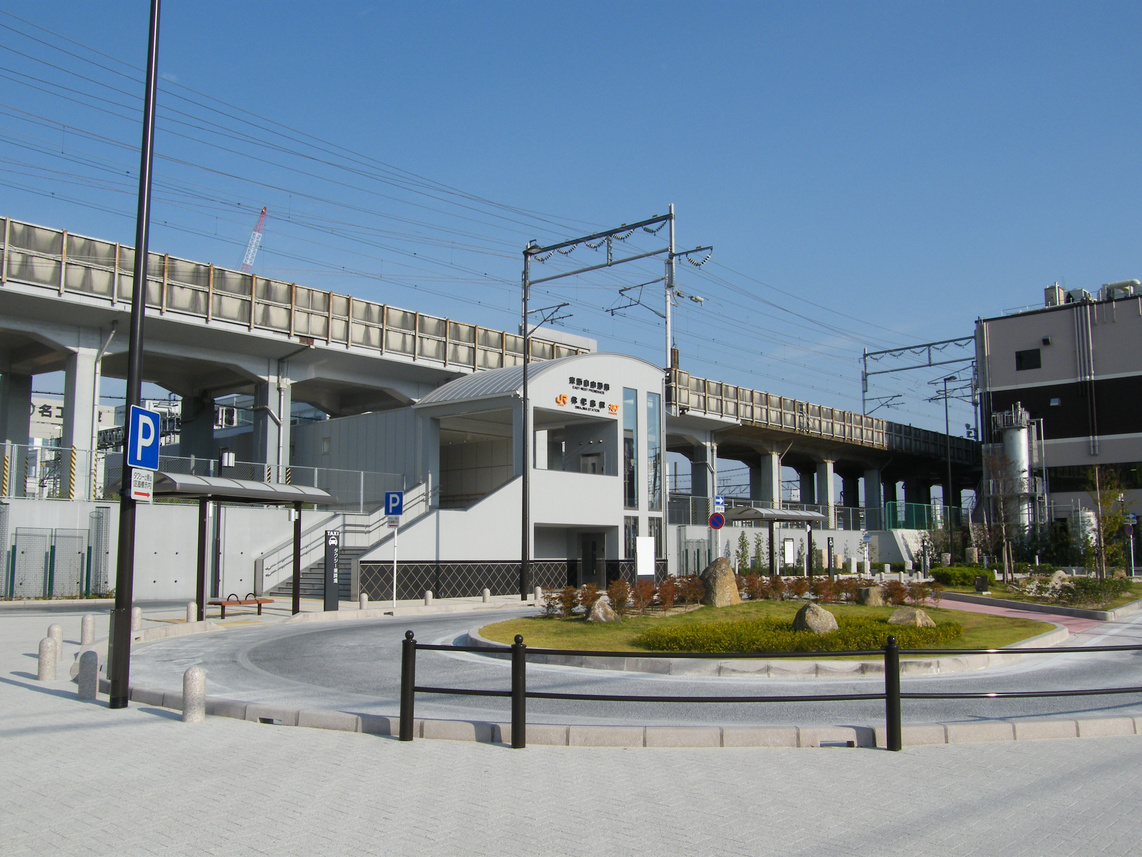
Südlicher Eingang
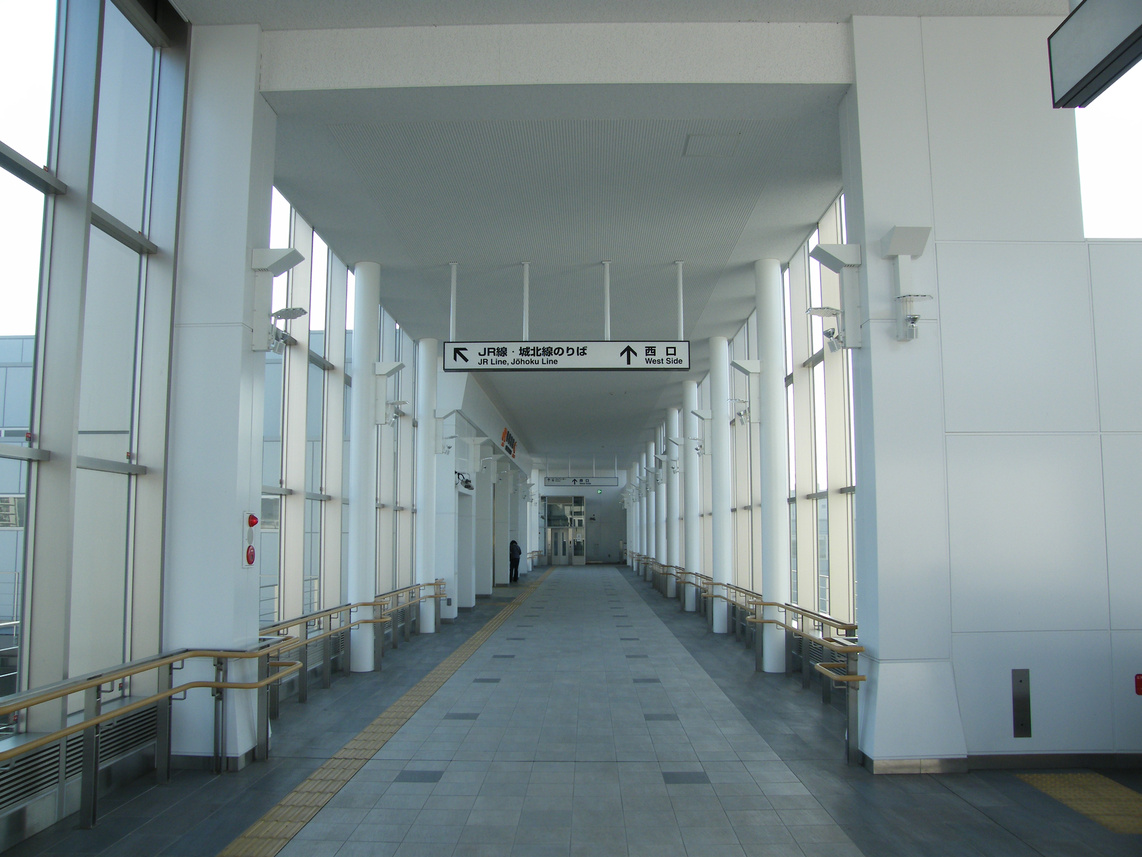
Fußgängerbrücke
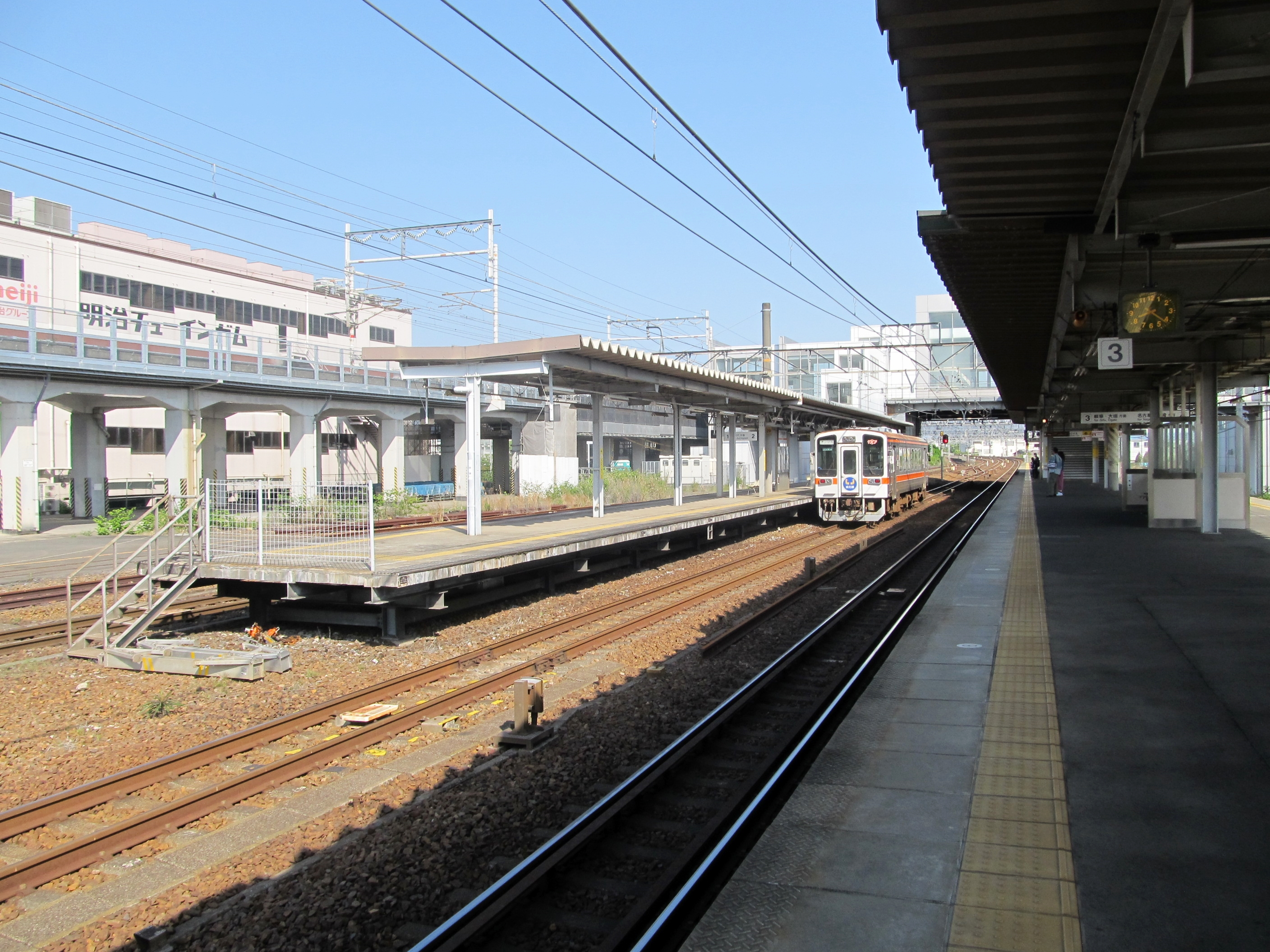
Ansicht der Bahnsteige
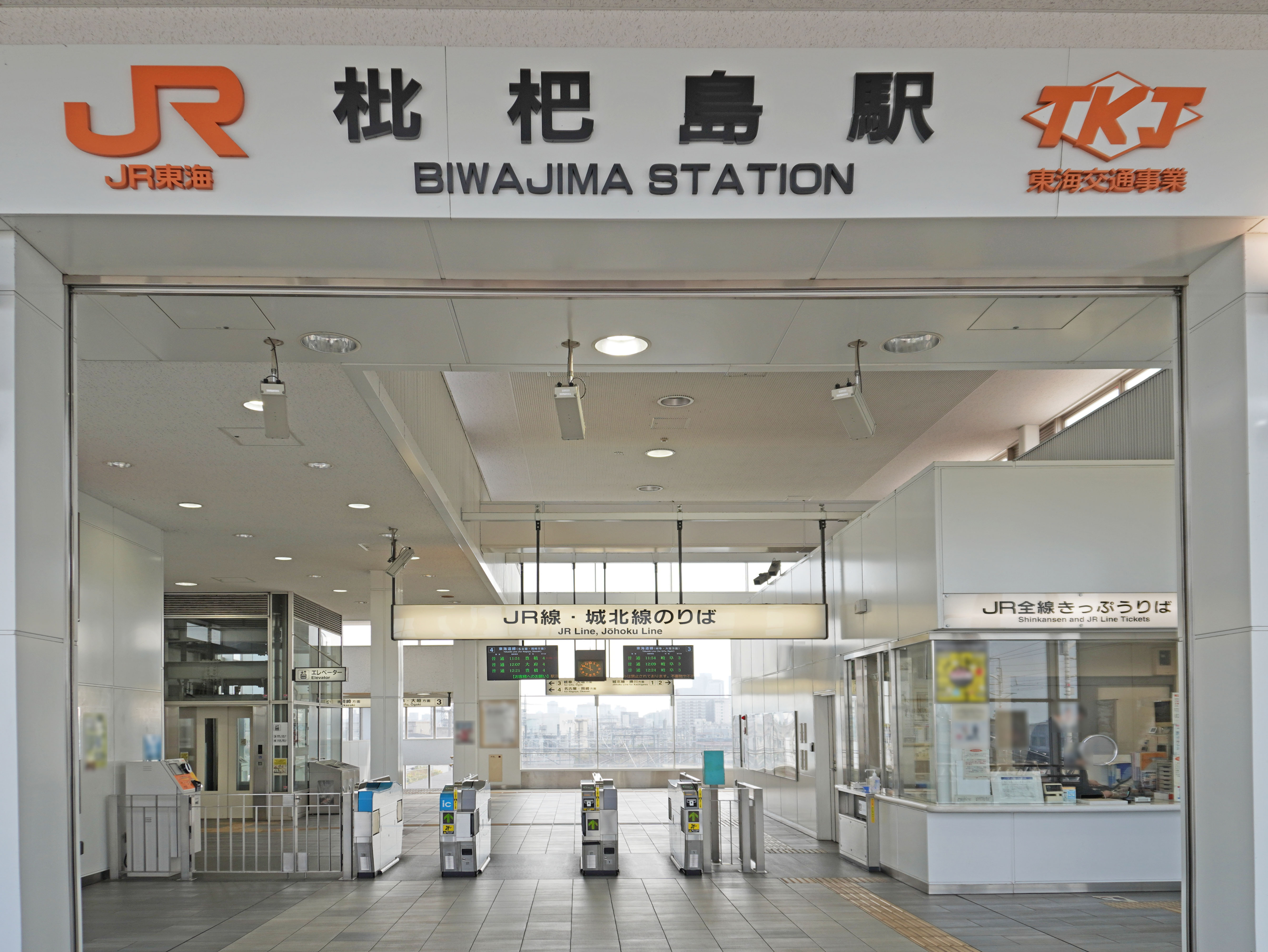
Bahnsteigsperren
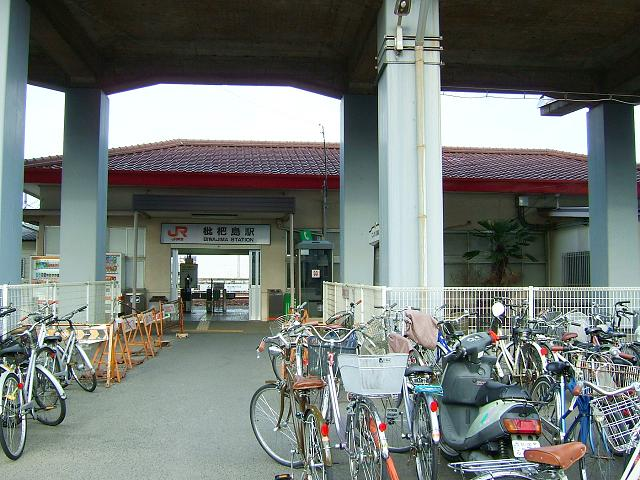
Altes Bahnhofsgebäude unter dem erhöhten Shinkansen (März 2005)

## Gleise
| 1/2 | ▉ Jōhoku-Linie       | Kachigawa                        |
| 3   | ▉ Tōkaidō-Hauptlinie | Gifu • Maibara                   |
| 4   | ▉ Tōkaidō-Hauptlinie | Nagoya • Mikawa-Anjō • Toyohashi |

## Linien
| Verlauf der Tōkaidō-Hauptlinie (Toyohashi–Maibara) |
| --- |
| Toyohashi • Nishi-Kozakai • Aichi-Mito • Mikawa-Ōtsuka • Mikawa-Miya • Gamagōri • Mikawa-Shiotsu • Sangane • Kōda • Aimi • Okazaki • Nishi-Okazaki • Anjō • Mikawa-Anjō • Higashi-Kariya • Noda-Shinmachi • Kariya • Aizuma • Ōbu • Kyōwa • Minami-Ōdaka • Ōdaka • Kasadera • Atsuta • Kanayama • Otōbashi • Nagoya • Biwajima • Kiyosu • Inazawa • Owari-Ichinomiya • Kisogawa • Gifu • Nishi-Gifu • Hozumi • Ōgaki • Tarui • Sekigahara • Kashiwabara • Ōmi-Nagoka • Samegai • Maibara |

## Geschichte
Die staatliche Eisenbahnverwaltung eröffnete den Bahnhof am 1. April 1886 unter dem Namen Kiyosu (清洲), zusammen mit dem von Atsuta über Nagoya bis hierhin führenden Abschnitt der Tōkaidō-Hauptlinie. Genau einen Monat lang war hier Endstation, bis zur Inbetriebnahme des in nördlicher Richtung führenden Teilstücks nach Owari-Ichinomiya am 1. Juni. Das Mino-Owari-Erdbeben am 28. Oktober 1891 zerstörte das Empfangsgebäude, die Strecke selbst war daraufhin fünfeinhalb Monate lang für den Bahnverkehr gesperrt. Am 16. April 1906 erhielt der Bahnhof seinen heutigen Namen. Aus Rationalisierungsgründen stellte die Japanische Staatsbahn am 1. Oktober 1980 den Güterumschlag ein (mit Ausnahme des Verkehrs auf Anschlussgleisen), am 14. März 1985 auch die Gepäckabfertigung. Im Rahmen der Staatsbahnprivatisierung ging der Bahnhof am 1. April 1987 in den Besitz der neuen Gesellschaft JR Central über.
Die Tōkai Kōtsū Jigyō, eine zu 100 Prozent in Besitz von JR Central befindliche Tochtergesellschaft, dehnte den Personenverkehr auf der Jōhoku-Linie am 18. März 1993 von der bisherigen Endstation Owari-Hoshinomiya nach Biwajima aus. Am 1. Dezember 1995 legte JR Freight das Anschlussgleis zum Zementverpackungswerk von Osaka Cement still, womit der Güterverkehr endgültig aus Biwajima verschwand. Um den Zugang zum Bahnhof zu erleichtern, wurden am 13. Dezember 2008 der neue Reiterbahnhof, ein zusätzlicher Eingangsbereich an der Nordseite und ein rollstuhlgängiger Aufzug in Betriebe genommen.